# Neurohacking
El neurohacking es una subclase dentro del amplio ámbito del biohacking, que se centra de manera específica en el estudio y mejora de la función cerebral. Los neurohackers, se embarcan en el proceso de "hackear el cerebro" con el objetivo de mejorar diversas capacidades, como reflejos, velocidad de aprendizaje, o abordar trastornos psicológicos. Este enfoque ha ganado popularidad desde la década de 1980, pero sus raíces se remontan a siglos atrás, donde ya se utilizaban suplementos a base de hierbas con propiedades cognitivas. Después de un breve período marcado por la falta de investigación en el área, el neurohacking comenzó a recuperar interés a principios de la década de 2000. Actualmente, la mayor parte del neurohacking se realiza mediante métodos DIY (hágalo usted mismo) por parte de usuarios domésticos.
Los usos simples del neurohacking son, principalmente, el uso de químicos para aumentar la función cerebral. Se pueden implantar dispositivos médicos más complejos para tratar enfermedades y trastornos psicológicos.

## Historia
El uso de sustancias que alteran la mente, derivadas de plantas se remonta a la historia antigua. Los neurohackers utilizan una clase de sustancias químicas que mejoran funciones cerebrales de orden superior llamadas nootrópicos. El término nootrópicos fue propuesto por primera vez en 1972 por Corneliu Giurgea, un químico rumano de la Universidad de Bucarest.
En su estudio, clasificó el piracetam como un nootrópico y determinó que los nootrópicos deberían cumplir las siguientes características:
- Mejorar el aprendizaje.
- Resistir agentes perjudiciales.
- Aumentar la transferencia de información entre los dos hemisferios del cerebro.
- Aumentar la resistencia del cerebro contra diversas "agresiones".
- Mejorar “control” tónico, cortico-subcortical.
- Falta de efectos farmacológicos de otras drogas psicoactivas comunes.

El estudio realizado en 2000 por Michael A. Nitsche y Walter Paulus de la Universidad de Goettingen se considera uno de los primeros intentos orientados a dispositivos para influir en el cerebro de forma no invasiva. El estudio encontró que la corteza motora del cerebro responde a estímulos eléctricos débiles en forma de estimulación transcraneal con corriente directa (tDCS). Un estudio posterior realizado en 2003 por Branislav Savic y Beat Meier encontró que la (tDCS) mejora el aprendizaje de secuencias motoras. Estudios más recientes han concluido que la tDCS puede aliviar el dolor neuropático, la depresión, la esquizofrenia y otros trastornos neurológicos. Se ha descubierto que los métodos de estimulación cerebral no invasiva (NIBS) mejoran el rendimiento humano. En 2019, un estudio financiado por el Departamento de Defensa de EE. UU. encontró que la tDCS podría mejorar la cognición y el rendimiento motor. Esta investigación demostró que tDCS podría usarse para mejorar las habilidades del personal militar. Sin embargo, se observaron efectos secundarios como picazón, hormigueo y dolores de cabeza. El estudio concluyó que se necesita más investigación sobre normas de seguridad adecuadas antes de que puedan implementarse adecuadamente.
En 2011 comenzó un resurgimiento de la popularidad del neurohacking DIY y doméstico. La reciente disponibilidad de dispositivos de estimulación cerebral ha contribuido al aumento del neurohacking doméstico. Los individuos aplicaron corrientes eléctricas débiles a su cerebro con la esperanza de mejorar su rendimiento y productividad. Desde 2017, los dispositivos de neurohacking están disponibles para el público en general para su uso sin supervisión. Sin embargo, estos métodos aún no han obtenido una aceptación por parte del público en general, y la tasa de retención de usuarios de los dispositivos sigue siendo baja.
En 2018, Marom Bikson y sus compañeros del City College de Nueva York publicaron un informe para ayudar a los consumidores a tomar una decisión informada con respecto a la compra de dispositivos tDCS. Bikson afirmó que el informe esperaba educar a los consumidores sobre las razones por las que existía una diferenciación de precios significativa entre los distintos dispositivos del mercado.

## Tecnología
Hay tres categorías principales de métodos de neurohacking: suplementos orales o ingeribles, ejercicios de entrenamiento procedimental y transmisión de corrientes eléctricas a través del cerebro.

### Suplementos orales e ingeribles.
Los nootrópicos son compuestos químicos que mejoran la función cerebral. Aunque muchos son producidos naturalmente por el cuerpo, a menudo se requieren suplementos ingeribles para aumentar artificialmente la concentración de estos compuestos en el torrente sanguíneo y producir un efecto significativo. Los nootrópicos se pueden clasificar en dos categorías: nootrópicos sintéticos y nootrópicos naturales.

### Nootrópicos sintéticos
Los nootrópicos sintéticos se refieren a cualquier nootrópico producido en laboratorio, incluido el piracetam. Los nootrópicos sintéticos pueden actuar en tres uniones diferentes:
1. Receptores de dopamina.
2. Receptores adrenérgicos.
3. Receptores de acetilcolina y glutamato.

### Nootrópicos naturales
Los nootrópicos naturales son una base de hierbas que incluyen antioxidantes alimentarios y suplementos vitamínicos. Hay tres mecanismos principales por los cuales los nootrópicos naturales afectan la actividad cerebral:
1. Modulación de neurotransmisores.
2. Modulación de la transducción de señales.
3. Vasodilatación.

Los suplementos ampliamente reconocidos, tales como el Ginkgo biloba y el Panax quinquefolius (ginseng americano), se destacan por su naturaleza como nootrópicos de origen natural y herbario. A pesar de la escasez de estudios respecto a la seguridad y a los efectos a largo plazo asociados con la prescripción de estos suplementos herbarios como una estrategia para mitigar el deterioro cognitivo relacionado con la edad, las investigaciones recientes han sugerido que estos enfoques poseen el potencial de aliviar los síntomas de deterioro mental en individuos de edad avanzada.

### Ejercicios de entrenamiento procedimental.
Los métodos de entrenamiento de procedimientos tienen como objetivo reforzar las conexiones interneuronales. Desde la década de 2000, han surgido juegos de entrenamiento cerebral como herramientas para este propósito. Empresas destacadas en este ámbito, como PositScience, Lumosity y CogniFit, han desarrollado videojuegos específicamente diseñados para potenciar la función cerebral de los usuarios. Estos juegos de entrenamiento cerebral buscan mejorar la capacidad neuronal al incorporar elementos lúdicos que se asemejan a un juego, contribuyendo así al desarrollo de habilidades cognitivas.

### Transmisión de corrientes eléctricas a través del cerebro.
Hay tres métodos mediante los cuales se transmiten corrientes eléctricas a través del cerebro: estimulación cerebral profunda (DBS), estimulación magnética transcraneal (TMS) y estimulación transcraneal con corriente directa (tDCS).

#### Estimulación cerebral profunda (DBS)
La DBS implica la inserción de un dispositivo eléctrico o neuroestimulador en el cerebro. Este neuroestimulador consiste en un fino cable que lleva electrodos en su extremo, a través del cual se administra corriente eléctrica a niveles bajos en el cerebro. La ubicación específica de la implantación de los electrodos varía según el trastorno neurológico que se esté abordando. En el caso de la empresa Neuralink, se espera que su dispositivo DBS cuente con "hasta 3.072 electrodos distribuidos a lo largo de 96 hilos" y que el procedimiento para implantar dichos hilos sea tan poco invasivo como la cirugía ocular LASIK.

#### Estimulación magnética transcraneal (EMT)
Consiste en la emisión de ráfagas breves de energía magnética dirigidas hacia la corteza frontal izquierda mediante el uso de una pequeña bobina electromagnética. Diversas investigaciones han indicado que la EMT puede tener efectos beneficiosos en la mejora de la cognición y el rendimiento motor. Además, algunos estudios han explorado la relación entre la EMT y su capacidad para recuperar recuerdos que se han extraviado.

#### Estimulación transcraneal de corriente continua (tDCS)
Las neuronas, emiten señales químicas a través de espacios denominados sinapsis, existentes entre ellas. Durante el proceso de aprendizaje de una nueva habilidad o tema, las neuronas involucradas en la comprensión de dicho tema se predisponen para transmitir señales de manera más eficiente. En este contexto, se requiere menos corriente eléctrica para estimular a las neuronas y facilitar la liberación de sustancias químicas a través de las sinapsis. La tDCS consiste en el paso de una corriente extremadamente baja (inferior a 2 mA) a través de un ánodo y un cátodo colocados en la cabeza. La investigación indica que la función cerebral mejora en la proximidad del ánodo, sin que se observen cambios o reducción en la función alrededor del cátodo.

## Aplicaciones
Muchas aplicaciones del neurohacking se centran en mejorar la calidad de vida.

### Salud mental
Mejorar la salud mental constituye una de las aplicaciones fundamentales del neurohacking.
Una expresión concreta de esta disciplina es la terapia de realidad virtual, la cual se emplea para abordar el estrés postraumático. El Instituto de Tecnologías Creativas de la Universidad del Sur de California (USC) ha liderado esfuerzos en técnicas de terapia de exposición desde 2005, y actualmente, esta terapia se ha consolidado como un tratamiento respaldado por evidencia para el estrés postraumático.
La terapia de exposición tiene como objetivo reconfigurar la mente del paciente para mitigar el miedo asociado con ciertos sentimientos o estímulos desencadenantes específicos. Al enfrentar situaciones dentro de un entorno de realidad virtual controlado y seguro, el paciente logra reducir la ansiedad vinculada a dichas circunstancias.
La Administración de Alimentos y Medicamentos (FDA) ha autorizado el uso de dispositivos DBS, para tratar tanto la enfermedad de Parkinson como la distonía. Aunque existen riesgos relacionados con este tratamiento, como depresión, hipomanía, euforia, felicidad e hipersexualidad. Las complicaciones permanentes son infrecuentes. Además, la DBS también se ha aplicado en el tratamiento del síndrome de Tourette, la discinesia, la epilepsia y la depresión, aunque se requiere una mayor investigación en estas áreas para determinar su seguridad de manera concluyente.

### Mejora humana
El neurohacking también busca mejorar la experiencia humana, empleando métodos que abarcan desde juegos simples de entrenamiento cerebral hasta el uso de potenciadores químicos y estimulación cerebral eléctrica.
Un método comúnmente adoptado para potenciar el desempeño humano en la vida diaria es el consumo de cafeína. La cafeína, considerada la sustancia psicoactiva más consumida en el mundo (con un total de 1.600 millones de tazas diarias), representa el enfoque más popular dentro de las prácticas de neurohacking. Se ha demostrado que la cafeína mejora la memoria, fomenta la sociabilidad y aumenta el estado de alerta.

### Recuperación de información
La tercera aplicación principal del neurohacking se centra en la recuperación de información directamente desde el cerebro, generalmente a través del uso de una interfaz cerebro-máquina (IMC), un dispositivo diseñado para captar señales eléctricas en el cerebro.
En 2016, investigadores exploraron el interés de un individuo por el contenido digital al monitorear su electroencefalograma (EEG). Durante el experimento, se solicitó al usuario que leyera artículos de Wikipedia. A partir de los datos obtenidos del EEG, los investigadores lograron predecir qué artículo el usuario preferiría leer a continuación, basándose en el interés manifestado por el individuo en cada tema. Se sostiene que este enfoque podría utilizarse para "recomendar información sin ninguna interacción explícita del usuario".
En julio de 2019, Neuralink, una empresa dedicada al desarrollo de interfaces cerebro-máquina implantables, presentó su investigación sobre una IMC de alto ancho de banda. Según Neuralink, han creado un dispositivo BMI implantable capaz de registrar y transmitir datos de ancho de banda completo directamente desde el cerebro. La empresa tiene la intención de emplear esta tecnología para establecer una conexión de alta velocidad entre el cerebro y la tecnología digital, eliminando la necesidad de escribir consultas de búsqueda o leer los resultados.

## Aspectos legales y éticos.

### Advertencia de software de entrenamiento cerebral
La tendencia del neurohacking ha experimentado una considerable comercialización, siendo empresas como Lumosity y CogniFit prominentes en la oferta de juegos que supuestamente optimizan el rendimiento cerebral y alivian los síntomas del deterioro cognitivo asociado con el envejecimiento y otros trastornos neurodegenerativos. No obstante, diversos estudios han planteado interrogantes sobre la eficacia de estos programas informáticos. La Comisión Federal de Comercio (FTC) ha emprendido acciones legales contra algunas empresas que desarrollan software de entrenamiento cerebral debido a prácticas de marketing engañosas. Las reclamaciones por publicidad engañosa contra Lumosity, por ejemplo, han superado los 2 millones de dólares. Aunque aún no existen pruebas concluyentes sobre la eficacia de este tipo de software de entrenamiento cerebral, la demanda pública de estos productos sigue en aumento, con ventas que alcanzaron los 67 millones de dólares en Estados Unidos y Canadá en el año 2015.

### Ventajas injustas
Hasta la fecha, ninguna organización gubernamental encargada de supervisar el ámbito deportivo y educativo ha implementado políticas específicas para regular el neurohacking. Esto plantea la preocupación de que atletas y estudiantes puedan recurrir al neurohacking con el objetivo de obtener ventajas injustas tanto en eventos deportivos como en entornos académicos. Estudios previos han señalado que el neurohacking puede incidir positivamente en aspectos como la memoria, la creatividad, la velocidad de aprendizaje, el desarrollo de masa muscular y el rendimiento deportivo. Sin embargo, carecemos de pruebas concluyentes o de herramientas bien establecidas capaces de detectar el uso de neurohacking. De este modo, estudiantes y atletas podrían emplear técnicas de neurohacking sin riesgo de ser identificados.

### Efectos secundarios y riesgos potenciales.
La mayoría de los fabricantes no divulgan de manera transparente los posibles efectos secundarios asociados con los dispositivos de neurohacking, lo cual incluye cambios significativos en la identidad del usuario y una disminución de las habilidades de razonamiento. En el mercado, existen dispositivos asequibles de neurohacking disponibles en línea, con precios que varían entre 99 y 800 dólares, lo que los convierte en productos fácilmente accesibles para los consumidores. Por ejemplo, un dispositivo conocido como "estimulador cerebral", fabricado por la empresa "Brain Stimulator" y que utiliza tDCS, tiene un costo que oscila entre 127 y 179 dólares. No obstante, estos dispositivos rara vez están sujetos a regulaciones gubernamentales. La utilización de tales dispositivos no aprobados sin supervisión médica puede acarrear efectos secundarios devastadores. Se han documentado casos en los cuales individuos han infligido daño físico a otros como resultado del neurohacking.

### Reclamos de seguro
El único dispositivo médico de neurohacking disponible en el mercado y aprobado por la Administración de Alimentos y Medicamentos (FDA), el Código de Regulaciones Federales (CFR) y las Buenas Prácticas en Investigación Clínica es el sistema Vercise DBS, producido por Boston Scientific Corporation. A pesar de este respaldo regulatorio, el auge del neurohacking en entornos caseros ha llevado a que muchas personas se sometan a tratamientos autoguiados sin la debida supervisión de profesionales médicos. En este contexto, las compañías de seguros se han negado a compensar a usuarios que resultan heridos al utilizar dispositivos de neurohacking de grado médico no aprobados, enfatizando la importancia de contar con la aprobación regulatoria correspondiente. La mayoría de los dispositivos de neurohacking disponibles en el mercado carecen de certificación y regulación.